# 앵거스 매클래런
앵거스 매클래런(Angus McLaren, 1988년 11월 3일 ~ )은 오스트레일리아의 배우이다.

## 출연 작품
- 모든 것을 벗어던진 특별한 여행 (2019)
- 더 머저 (2018)
- 호텔 뭄바이 (2018)
- 아쿠아 엔젤스 시즌3 (2009)
- 아쿠아 엔젤스 시즌2 (2007)
- 아쿠아 엔젤스 시즌1 (2006)
- 더블 비전 (2002)